# Jacques Bergerac
Pour les articles homonymes, voir Bergerac.
Jacques Bergeruc, dit Jacques Bergerac, né le 26 mai 1927 à Biarritz, et mort le 15 juin 2014 à Anglet, est un acteur français,.

## Biographie
Dans les années 1950, Jacques Bergerac quitte son Pays basque natal avec dix francs en poche et part s'installer à Hollywood. Il joue alors de son côté « french lover », très en vogue à l'époque, pour se faire une place parmi les stars. Il épouse en 1953 l'actrice Ginger Rogers dont il divorce en 1957, puis en 1959 l'actrice Dorothy Malone, avec laquelle il reste marié jusqu'en 1964 (deux enfants: Mimi Esther Therese Bergerac née le 3 avril 1960 et Diane Alice Bergerac le 20 février 1962). Le 21 juin 1975, il épouse Edith Brennan qui sera sa compagne jusqu'à la fin. Il enchaîne des petits rôles dans les grosses productions du moment. Pendant quinze ans, il côtoie les plus grandes stars de l'après-guerre, dînant aux côtés d'Ava Gardner, Gary Cooper et Humphrey Bogart, au restaurant « Chez Romanoff », meilleure adresse du Hollywood de ces années-là. Ses souvenirs, riches en anecdotes croustillantes, sont rassemblés dans Une table chez Romanoff.
Après sa dernière apparition à l'écran, en 1969, il se reconvertit dans les affaires et dirige le bureau parisien de la compagnie de cosmétiques Revlon et les parfums Pierre Balmain.
Jacques Bergerac a également dirigé le club de rugby du Biarritz olympique de 1980 à 1981.

## Filmographie

### Cinéma
- 1954 : Meurtre sur la Riviera de David Miller : Pierre Clemont
- 1956 : Marie-Antoinette reine de France de Jean Delannoy : Comte de Provence
- 1956 : Strange Intruder : Howard Gray
- 1957 : Les Girls de George Cukor : Pierre Ducros
- 1958 : Gigi de Vincente Minnelli : Sandomir
- 1958 : Un homme se penche sur son passé de Willy Rozier : Jacques Monge
- 1959 : Caravane vers le soleil de Russell Rouse : Pepe Dauphin
- 1960 : Magie noire (The Hypnotic Eye) de George Blair : Desmond
- 1961 : Fear No More de Bernard Wiesen : Paul Colbert
- 1962 : La Colère d'Achille de Marino Girolami : Hector
- 1962 : Un Dimanche d'été de Giulio Petroni : Osvaldo
- 1964 : Papa play-boy de Jack Arnold : Guy Duval
- 1965 : Cent millions ont disparu : Sandro
- 1965 : Taffy and the Jungle Hunter : David Claveau
- 1966 : L'Affaire Lady Chaplin : Kobre Zoltan
- 1966 : Unkissed Bride : Jacques Philippe

### Télévision

#### Séries télévisées
- 1954 : Kraft Theatre : Armand
- 1956 : Playhouse 90 : Laszlo Vertes
- 1956 : Private Secretary
- 1956 : The Millionaire : Count Paul Lamada
- 1956-1958 : Alfred Hitchcock présente : Sgt. Andre Doniere / Prince Burhan / Jan Gubak
- 1957 : Climax! : Guy Pirard
- 1957-1962 : General Electric Theater : Coco Sorel / Armand Brissac
- 1958 : Matinee Theatre : Max
- 1958 : Studio One in Hollywood : Jrye de Fauvel
- 1958 : The Gale Storm Show: Oh! Susanna : Roland Giroux
- 1959 : The David Niven Show : Tavo
- 1959-1963 : 77 Sunset Strip : Insp. Claude Duprez / Pierre D'Albert
- 1963 : The Dick Van Dyke Show : Jacques Savon
- 1964 : Perry Mason : Armand Rovel
- 1965 : Bob Hope Presents the Chrysler Theatre : Henri Courville
- 1965-1968 : Match contre la vie : Alejandro Orsini / Louis Manet
- 1967 : Daniel Boone : Le Grande
- 1967 : L'Extravagante Lucie : Jacques DuPre
- 1967 : The Beverly Hillbillies : King Alexander
- 1967-1968 : Batman : Freddie the Fence / French Freddy Touche
- 1968 : Max la menace : Victor Royal
- 1969 : Doris comédie : Claude LeMaire

## Publication
- avec Denis Lalanne, Une table chez Romanoff, éditions de la Table ronde, 3 novembre 2003, 240 p. (ISBN 978-2710326199).